# Adenia huillensis
Adenia huillensis är en passionsblomsväxtart som först beskrevs av Friedrich Welwitsch, och fick sitt nu gällande namn av A. och R. Fernandes. Adenia huillensis ingår i släktet Adenia och familjen passionsblomsväxter. Inga underarter finns listade i Catalogue of Life.